# Invasione sovietica della Manciuria
L'invasione sovietica della Manciuria ebbe inizio a partire dall'8 agosto 1945, e rappresentò uno degli eventi conclusivi del teatro del Pacifico della seconda guerra mondiale: dopo la conclusione delle ostilità in Europa, l'Unione Sovietica tenne fede agli accordi pattuiti con gli Alleati occidentali e dichiarò guerra all'Impero giapponese, aprendo un nuovo fronte nella regione cinese della Manciuria.
Presso le fonti sovietiche l'invasione è nota come operazione strategica offensiva in Manciuria (Манчжурская стратегическая наступательная операция, Manchzhurskaya Strategicheskaya Nastupatelnaya Operaciya), mentre nelle fonti di lingua inglese si usa spesso il nome di operazione Tempesta d'agosto.

## Storia
Le forze giapponesi dell'Armata del Kwantung del generale Otozō Yamada, che da tempo occupavano la Manciuria e sostenevano i governi fantoccio del Manciukuò e del Mengjiang, si ritrovarono a dover fronteggiare una massiccia concentrazione di armate sovietiche, e di contingenti alleati provenienti dalla Mongolia, agli ordini del maresciallo Aleksandr Michajlovič Vasilevskij: oltre alla superiorità numerica, le forze sovietiche godevano di una schiacciante superiorità tanto quantitativa quanto qualitativa in materia di equipaggiamenti, soprattutto per quanto riguardava l'artiglieria e le forze corazzate, riuscendo così in breve tempo a infrangere le linee di difesa dei giapponesi.
L'attacco sovietico si concretizzò in una manovra di doppio accerchiamento, lanciata da est a partire dalle rive dell'Ussuri e da ovest attraverso la regione della Mongolia Interna: i centri principali di Qiqihar e Mukden furono occupati entro il 20 agosto, mentre con una serie di sbarchi anfibi e lanci di paracadutisti i sovietici estesero la loro avanzata fino al nord della Corea. Le operazioni cessarono di fatto solo dopo la firma dell'atto di resa giapponese il 2 settembre.